# 데이비드 E. 켈리

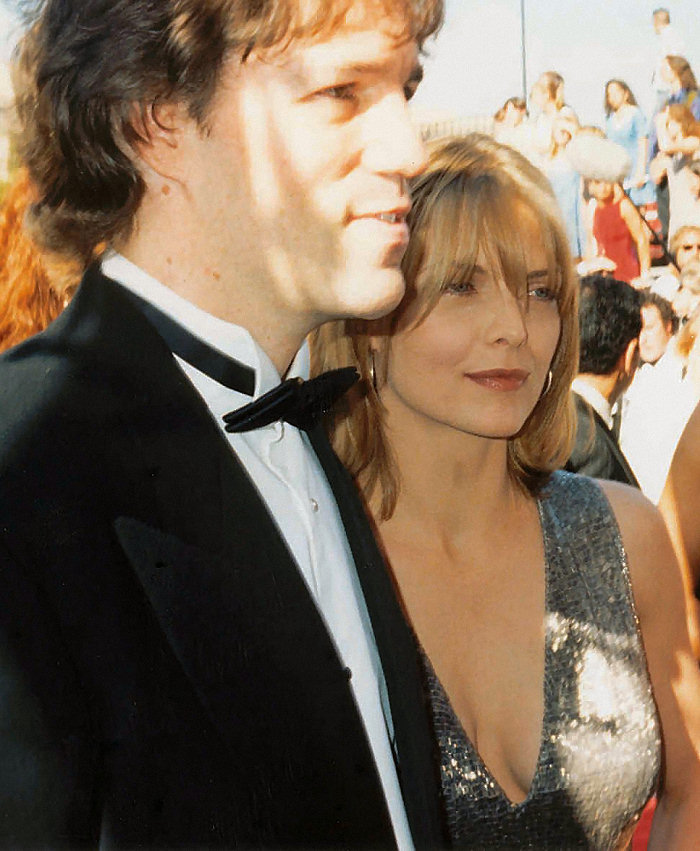
데이비드 E. 켈리와 미셸 파이퍼 (1994년 에미상

데이비드 E. 켈리(David Edward Kelley, 1956년 4월 4일 ~ )는 미국의 텔레비전 제작자, 영화 제작자이다. 메인주 워터빌 출생으로, 프린스턴 대학교와 보스턴 대학교 로스쿨에서 배운 후, 보스턴에서 변호사로 일하고 있었지만, 1980년대에 시나리오 집필에 참여하게 되고, 그 후 각본가와 제작자로서 경력을 쌓게 된다.

## 참여작
- 천재소년 두기(1989-1993)
- 시카고 메디컬(1994-1995)
- 더 프랙티스(1997-2004)
- 앨리 맥빌(1997-2002)
- 보스턴 퍼블릭(2000-2004)
- 보스턴 리걸(2004-2005)
- 해리스 로우(2011-2012)
- 원더우먼(2011)
- 먼데이 모닝스(2013)